# Brian Wowk
Brian G. Wowk, Ph.D. – kanadyjski fizyk medyczny i kriobiolog znany z odkrycia i prac nad syntetycznymi molekułami naśladującymi aktywność naturalnego białka zapobiegającego zamrożeniu w procesie krioprezerwacji, zwanymi też "ice blockers". Jako naukowiec w 21st Century Medicine, Inc., wspólnie z Gregorym M. Fahym opracował kluczowe technologie umożliwiające krioprezerwację dużych i złożonych tkanek. Razem po raz pierwszy dokonali zakończonej powodzeniem witryfikacji i przeszczepu organu u ssaka (nerki).
Wowk znany jest też z wczesnych prac teoretycznych dotyczących przyszłych zastosowań nanotechnologii molekularnej, zwłaszcza krioniki, nanomedycyny, i optyki. Na początku lat 90. przewidział, że nanotechnologia zrewolucjonizuje optykę, czyniąc możliwymi systemy wyświetlania wirtualnej rzeczywistości optycznie nierozróżnialnymi od prawdziwej scenerii, jak w fikcyjnym Holodeku ze Star Trek. Systemy te opisał Wowk w rozdziale "Phased Array Optics" wydanej w 1996 antologii Nanotechnology: Molecular Speculations on Global Abundance, cytowanej we wrześniowym wydaniu w roku 1998 czasopisma Popular Mechanics w dziale Technology Watch.
Studia pierwszego i drugiego stopnia ukończył na Uniwersytecie w Manitoba w Winnipeg, w Kanadzie. W czasie studiów zajmował się portalem online dotyczącym obrazowania w radioterapii w Manitoba Cancer Treatment and Research Foundation (obecnie Cancer Care Manitoba), i pracował nad zmniejszeniem artefaktów w funkcjonalnym magnetycznym rezonansie jądrowym w National Research Council of Canada. Jego prace na tym polu są cytowane w wielu podręcznikach, np.
Functional MRI zawierających uzyskany przez niego obraz zmian pola magnetycznego w ciele człowieka spowodowanych oddychaniem.
Brian Wowk jest autorem książki Cryonics: Reaching for Tomorrow, wyd. Alcor Life Extension Foundation (kwiecień 1991), 104 str., oprawa miękka, ISBN 1-880209-00-4. W 2001 Alcor zdecydował się wydawać książkę pod zmienionym tytułem: Alcor Life Extension Foundation: An Introduction, chcąc promować raczej swoją instytucję niż krionikę jako dziedzinę.
Brian Wowk pracuje w 21st Century Medicine, jest doradcą w Immortality Institute.